# Karol Ginter Schwarzburg-Sondershausen
Karol Ginter Schwarzburg-Sondershausen (ur. 7 sierpnia 1830 w Arnstadt; zm. 28 marca 1909 w Weißer Hirsch koło Drezna) był ostatnim przedstawicielem książąt linii Schwarzburg-Sondershausen. Panował od 17 lipca 1880 roku aż do śmierci.

## Życiorys
Karol Ginter był synem księcia Gintera Fryderyka Karola II i jego pierwszej żony Marii z Schwarzburg-Rudolstadt. Dnia 12 czerwca 1869 ożenił się z księżniczką Marią Gaspariną von Sachsen-Altenburg (ur. 1845, zm. 1930). Karol Ginter studiował na Uniwersytecie w Bonn, a następnie wstąpił na służbę do armii pruskiej. W 1866 roku wziął udział w wojnie prusko-austriackiej. W 1880 roku w momencie przejmowania władzy w księstwie był najpierw pułkownikiem, a następnie generałem porucznikiem. 
Dnia 17 lipca 1880 roku objął rządy w księstwie Schwarzburg-Sondershausen po abdykacji ojca. Był ostatnim przedstawicielem książąt tej linii. Na mocy postanowień podpisanych 7 września 1713 roku na wypadek bezdzietnej śmierci ostatniego z przedstawicieli książąt linii Schwarzburg-Sondershausen władza w księstwie miała przejść na linię Schwarzburg-Rudolstadt. Kwestię sukcesji uregulowano ostatecznie 1 czerwca 1896 roku. Ustalono, iż syn z nieprawego łoża księcia Fryderyka Gintera, Sizzo von Leutenberg, wobec bezdzietności księcia Karola Gintera Schwarzburg-Sondershausen oraz jego następcy księcia Gintera Wiktora Schwarzburg-Rudolstadt, otrzyma godność księcia von Schwarzburg i zostanie włączony w porządek dziedziczenia. 
Książę Karol Ginter był zapalonym myśliwym. W 1906 w trakcie jednego z polowań został poważnie ranny i trzy ostatnie lata życia spędził w szpitalu. Książę nie zostawił potomstwa. 

## Literatura
- Meyers Konversationslexikon 1885–1892.
- Brockhaus' Konversationslexikon 1894–1896.